# نیمبرگ
نیمبرگ (به آلمانی: Niemberg) یک منطقهٔ مسکونی در آلمان است که در لندزبرگ، زاکسن-آنهالت واقع شده‌است. نیمبرگ ۱٬۴۸۲ نفر جمعیت دارد.